# النفس البشرية (تكوينها واضطراباتها وعلاجها)
النفس البشرية (تكوينها، واضطراباتها، وعلاجها). كتاب ألفه الدكتور علي ماضي في علم النفس نشر سنة 1991م، يحتوي على 390 صفحة، وصفه في مقدمة الكتاب قائلا: ليس هذا الكتاب جديدا كل الجدّة، ولا هو قديم بحيث يتنكر له الحاضر، ولا يستسيغه المستقبل؛ بل هو أصول من الماضي، وقيمة في الحاضر، وتوق إلى المستقبل: إنه خلاصة الأبحاث النفسية التي تناولت جوانب النفس البشرية، وأُجريت في أكثر من زمان ومكان.
ويهدف هذا الكتاب، فيما يهدف إليه، إلى التأمل في تركيب النفس البشرية وتكوينها -كما رآها علماء النفس وأطبائها- ثم إدراك الاضطرابات التي تحصل لها عبر المراحل المتعددة لحياة الفرد البشري، وفي مختلف ظروفه المادية وأحواله الاجتماعية؛ والبتالي تقرير ما ينبغي لها من علاج قد ينفع ولكنه لا يضر، ويخفف من وطأتها، إن لم يكن بمقدوره استئصال شأقتها.

## مواضيع الكتاب
هذه مواضيع الكتاب ذكرناها مع طولها لقيمتها المعرفية.
- الباب الأول الفصل الأول: علم النفس في التاريخ

1. الأسئلة الأولى
2. السوفسطائيون
3. سقراط
4. افلاطون
5. ارسطو
6. العرب الفارابي
7. ابن سينا
8. الغزالي
9. ابن رشد
10. ابن خلدون
11. علم النفس في العصور الحديثة: و لهلم فونت
12. المدرسة البنائية
13. المدرسة الوظيفية
14. المدرسة السلوكية
15. المدرسة الجشطلتية
16. مدرسة التحليل النفسي
17. المدرسة السلوكية الجديدة
18. وجهة النظر المعرفية
19. و جهة النظر الإنسانية
20. و جهة النظر الفينومولوجية

ـــــــــــــــــــــــــــــــــــــــــــــــــــــــــــــــــــــــــــــــــــــــــــــــــــــــــــــــــــــــــــــــــــــــــــــــــــــــــــــــــــــــــــــــــــــــــــــــــــــــــــــــــــــــــــــــــــــــــــــــــــــــــــــــــــــــــــــــــــــــــــــــــــــــــــــــــــــــــــــــــــــــــــــــــــــــــــــــــــــــــــــــــــــــــــــــــــــــــــــــــــــــــــــــــــ
- الفصل الثاني: علم النفس: تعريفه، مجالاته وأساليبه

1. معنى الكلمة: السيكولوجيا
2. علم النفس ودراسة السلوك
3. تعريف السلوك و أنواعه
4. مجالات علم النفس
5. أساليب علم االنفس: الاستبطان
6. نقد الطريقة الاستبطانية
7. الطريقة الموضوعية والأسلوب العلمي الحديث:
8. نقد الطريقة الموضوعية
9. الاختبارات:
10. اختبار الذكاء
11. اختبار القدرات
12. اختبار الانجاز
13. اختبارات الشخصية
14. الاستخبار
15. المقابلة
16. الاحصاءات
17. طريقة المسح
18. دراسة الحالة
19. تاريخ الحالة

ـــــــــــــــــــــــــــــــــــــــــــــــــــــــــــــــــــــــــــــــــــــــــــــــــــــــــــــــــــــــــــــــــــــــــــــــــــــــــــــــــــــــــــــــــــــــــــــــــــــــــــــــــــــــــــــــــــــــــــــــــــــــــــــــــــــــــــــــــــــــــــــــــــــــــــــــــــــــــــــــــــــــــــــــــــــــــــــــــــــــــــــــــــــــــــــــــــــــــــــــــــــــــــــــــــ
- الفصل الثالث: الوراثة والبيئة

1. الفرد والجنس البشري
2. الوراثة - البيئة
3. النمو الجسدي - النمو العقلي
4. البيئة و الناحية العاطفية لدى الإنسان
5. البيئة و الناحية العلمية
6. إميل دوركهايم والنظرية الاجتماعية
7. التفاعل بين الوراثة والبيئة
8. الطفل أبو الرجل
9. فرويد والطفولة

ـــــــــــــــــــــــــــــــــــــــــــــــــــــــــــــــــــــــــــــــــــــــــــــــــــــــــــــــــــــــــــــــــــــــــــــــــــــــــــــــــــــــــــــــــــــــــــــــــــــــــــــــــــــــــــــــــــــــــــــــــــــــــــــــــــــــــــــــــــــــــــــــــــــــــــــــــــــــــــــــــــــــــــــــــــــــــــــــــــــــــــــــــــــــــــــــــــــــــــــــــــــــــــــــــــ
- الباب الثاني

1. الفصل الرابع: الأسس البيولوجية للنفس البشرية
2. الجهاز العصبي والسلوك الإنساني
3. اجراء الجهاز العصبي
4. خصائص وصفات ممّزة
5. الأنسجة العصبية
6. الجهاز العصبي المستقل - الحبل الشوكي
7. المخ البشري وأجزاؤه
8. اللحاء (القشرة الدماغية) ووظئفه
9. الطب والبيولوجيا والسلوك الإنساني
10. الغدد البنكرياسيّة
11. الغدة الادرينالية
12. الغدد الجنسية
13. الغدة الصنوبرية
14. العقاقير والسلوك الإنساني

ـــــــــــــــــــــــــــــــــــــــــــــــــــــــــــــــــــــــــــــــــــــــــــــــــــــــــــــــــــــــــــــــــــــــــــــــــــــــــــــــــــــــــــــــــــــــــــــــــــــــــــــــــــــــــــــــــــــــــــــــــــــــــــــــــــــــــــــــــــــــــــــــــــــــــــــــــــــــــــــــــــــــــــــــــــــــــــــــــــــــــــــــــــــــــــــــــــــــــــــــــــــــــــــــــــ
- الفصل الخامس: الذكاء

1. قردة الشمبانزي وتعلم اللغة الآدمية
2. الحيوان العاقل حيوان ناطق
3. الذكاء هو السر
4. هل الحيوان ذكيّ؟
5. تعريفات الذكاء
6. نظريات الذكاء:
7. بينيه
8. سبيرمان
9. برت
10. تيرستون
11. كاثل
12. فرنون
13. ثورندايك
14. اختبارات الذكاء
15. مستويات الذكاء
16. بين السائل والمجيب

ـــــــــــــــــــــــــــــــــــــــــــــــــــــــــــــــــــــــــــــــــــــــــــــــــــــــــــــــــــــــــــــــــــــــــــــــــــــــــــــــــــــــــــــــــــــــــــــــــــــــــــــــــــــــــــــــــــــــــــــــــــــــــــــــــــــــــــــــــــــــــــــــــــــــــــــــــــــــــــــــــــــــــــــــــــــــــــــــــــــــــــــــــــــــــــــــــــــــــــــــــــــــــــــــــــ
- الفصل السادس: الإحساس والإدراك الحسّيّ

1. الإحساس وعملياته المختلفة
2. وجوه الإحساس المختلفة
3. خصائص الإحساس
4. المستقبلات العصبية
5. عتبات الإحساس
6. قانون: ويبر فيشنر (La loi de Weber-Fechner)
7. الادراك الحسيّ
8. العوامل الخارجية
9. الخداع الحسّي

ـــــــــــــــــــــــــــــــــــــــــــــــــــــــــــــــــــــــــــــــــــــــــــــــــــــــــــــــــــــــــــــــــــــــــــــــــــــــــــــــــــــــــــــــــــــــــــــــــــــــــــــــــــــــــــــــــــــــــــــــــــــــــــــــــــــــــــــــــــــــــــــــــــــــــــــــــــــــــــــــــــــــــــــــــــــــــــــــــــــــــــــــــــــــــــــــــــــــــــــــــــــــــــــــــــ
- الباب الثالث. الفصل الرابع التعلم

1. تعريف التعلم
2. دوافع التعلم
3. العوامل الموضوعة
4. العوامل الذاتية
5. الفعل الانعكاسي البسيط
6. الفعل المنعكس الشرطي (بافلوف)
7. عملية الإشراط الإجرائي (سكنّلا)
8. التعلم بالمحاولة و الخطأ (ثورندايك)
9. التعلم بالملاحظة
10. التعلم بالاقتران
11. الخلاصة

ـــــــــــــــــــــــــــــــــــــــــــــــــــــــــــــــــــــــــــــــــــــــــــــــــــــــــــــــــــــــــــــــــــــــــــــــــــــــــــــــــــــــــــــــــــــــــــــــــــــــــــــــــــــــــــــــــــــــــــــــــــــــــــــــــــــــــــــــــــــــــــــــــــــــــــــــــــــــــــــــــــــــــــــــــــــــــــــــــــــــــــــــــــــــــــــــــــــــــــــــــــــــــــــــــــ
- الفصل الثامن: التعلم

1. التذكر
2. تعريف الذاكرة
3. وتكوين العادات
4. الذاكرة والإدراك الحسّي
5. الحفظ والنسيان - الاسترجاع
6. التعرّف
7. التحديد في الزمان والمكان
8. النسيان والعلم التجريبي
9. قانون "يوست"
10. النظرية الفيزيولوجية (penfield - ribot)
11. النظرية السيكولوجية (bergson)
12. الذاكرة في الأبحاث الحديثة:
13. لترميز
14. التخزين
15. الاسترجاع
16. الذاكرة الحسيّة
17. الذاكرة قصيرة المدى
18. الذاكرة طويلة المدى

ـــــــــــــــــــــــــــــــــــــــــــــــــــــــــــــــــــــــــــــــــــــــــــــــــــــــــــــــــــــــــــــــــــــــــــــــــــــــــــــــــــــــــــــــــــــــــــــــــــــــــــــــــــــــــــــــــــــــــــــــــــــــــــــــــــــــــــــــــــــــــــــــــــــــــــــــــــــــــــــــــــــــــــــــــــــــــــــــــــــــــــــــــــــــــــــــــــــــــــــــــــــــــــــــــــ
- الفصل التاسع الإبداع والابتكار

1. طبيعة الإبتكار
2. نظرية الاستبطان الفجائي
3. نظرية الخطوات المنفصلة
4. نظرية التحليل النفسي الحديث
5. اختبارات التفكير الإبداعي

ـــــــــــــــــــــــــــــــــــــــــــــــــــــــــــــــــــــــــــــــــــــــــــــــــــــــــــــــــــــــــــــــــــــــــــــــــــــــــــــــــــــــــــــــــــــــــــــــــــــــــــــــــــــــــــــــــــــــــــــــــــــــــــــــــــــــــــــــــــــــــــــــــــــــــــــــــــــــــــــــــــــــــــــــــــــــــــــــــــــــــــــــــــــــــــــــــــــــــــــــــــــــــــــــــــ
- الباب الرابع. الفصل العاشر: الدوافع

1. الدوافع الفيزيولوجية:
2. دافع العطش
3. دوافع الجوع
4. ذافع الجنس
5. دافع تجنب الأم
6. سلوك الأمومة
7. الدوافع العامة:
8. دافع النشاط
9. دافع الخوف
10. دافع الفضول
11. دافع معالجة الأشياء
12. الدافع العاطفي
13. الدوافع الإجتماعية:
14. الحاجة إلى الانتماء
15. الحاجة إلى القبول الاجتماعي
16. الحاجة إلى الأمان
17. الحاجة إلى الانجاز
18. دور اللاشعور في عمليات الدوافع
19. الاستمالة الحسية
20. خفض مستوى الدافع

ـــــــــــــــــــــــــــــــــــــــــــــــــــــــــــــــــــــــــــــــــــــــــــــــــــــــــــــــــــــــــــــــــــــــــــــــــــــــــــــــــــــــــــــــــــــــــــــــــــــــــــــــــــــــــــــــــــــــــــــــــــــــــــــــــــــــــــــــــــــــــــــــــــــــــــــــــــــــــــــــــــــــــــــــــــــــــــــــــــــــــــــــــــــــــــــــــــــــــــــــــــــــــــــــــــ
- الفصل الحادي عشر: الانفعال

1. تعريف الانفعال
2. ملامح الانفعالات واكتشافها
3. نظرية جيمس
4. لانج
5. نظرية كانن (Cannon)
6. الغدد الصماء والانفعال
7. نظرية التقييم المعرفي
8. نظرية لازارس
9. الضغط النفسي أو الانعصاب والانفعال
10. نظرية التقييم المعرفي
11. نظرية لازارس
12. الضغط النفسي أو الانعصاب والانفعالات والصحة
13. الأزمات والصحة
14. العلاج الفكري للامراض الجسدية
15. نظرية شيلي (Hans Seley) في التصدّي للضغط النفسي (الانعصاب)
16. هل بالإمكان التغلب على انفعالنا؟
17. المناعة ضد الشعور بالعجز - التوتع
18. الضبط
19. المعالجة الرجعية
20. المعالجة بالايمان
21. الضبط المعرفي للدوافع
22. الضبط المعرفي للموت

ـــــــــــــــــــــــــــــــــــــــــــــــــــــــــــــــــــــــــــــــــــــــــــــــــــــــــــــــــــــــــــــــــــــــــــــــــــــــــــــــــــــــــــــــــــــــــــــــــــــــــــــــــــــــــــــــــــــــــــــــــــــــــــــــــــــــــــــــــــــــــــــــــــــــــــــــــــــــــــــــــــــــــــــــــــــــــــــــــــــــــــــــــــــــــــــــــــــــــــــــــــــــــــــــــــ
- الباب الخامس. الفصل الثاني عشر:الشخصية الإنسانية

1. المفهوم العام للشخصية
2. السلوك السوي:
3. ماذا يعني؟
4. انماط الشخصية:
5. تصنيف أبو قراط
6. تصنيف كارل يونغ
7. معنى الشخصية وكيفية التعرف إليها
8. فرويد والشخصية
9. الحيل اللاشعورية والسلوك
10. دراسة الشخصية من الخارج:
11. نظرية السمات
12. نظرية الشعور بالنقص
13. قيمة اختبارات الشخصية
14. اختبارات الشخصية
15. هؤلاء سبروا أغوار اللاشعور
16. تغير الشخصية مع الزمن
17. التقنيات التي تساعد على تغيير الشخصية

ـــــــــــــــــــــــــــــــــــــــــــــــــــــــــــــــــــــــــــــــــــــــــــــــــــــــــــــــــــــــــــــــــــــــــــــــــــــــــــــــــــــــــــــــــــــــــــــــــــــــــــــــــــــــــــــــــــــــــــــــــــــــــــــــــــــــــــــــــــــــــــــــــــــــــــــــــــــــــــــــــــــــــــــــــــــــــــــــــــــــــــــــــــــــــــــــــــــــــــــــــــــــــــــــــــ
- الفصل الثالث عشر: اضطرابات الشخصية وعلاجها

1. اضطرابات الشخصية
2. الانعصاب (Stress) هل نستطيع التخفيف من وطأة الانعصاب؟
3. الاستجابات السيكولوجية للانعصاب
4. الاستجابات الانفعالية
5. الاستجابات الدفاعية
6. وسائل أخرى: الاسترخاء
7. التأمل
8. الاسترخاء التقدمي
9. التغدية الرجعية البيولوجية
10. التمرين - النظام الغدائي
11. المرء قويّ بأخيه
12. التدرب التلقيحي
13. كيف نميز بين السلوك السويّ والسلوك المضطرب؟
14. أساليب معالجة اضطراب السلوك
15. الأمراض النفسية وأنواعها (Neuroses)

ـــــــــــــــــــــــــــــــــــــــــــــــــــــــــــــــــــــــــــــــــــــــــــــــــــــــــــــــــــــــــــــــــــــــــــــــــــــــــــــــــــــــــــــــــــــــــــــــــــــــــــــــــــــــــــــــــــــــــــــــــــــــــــــــــــــــــــــــــــــــــــــــــــــــــــــــــــــــــــــــــــــــــــــــــــــــــــــــــــــــــــــــــــــــــــــــــــــــــــــــــــــــــــــــــــ
- الفصل الرابع عشر: اضطرابات الشخصية وعلاجها

1. فقدان الاتصال بالواقع (الأمراض العقلية):
2. (Psychoses) - ماهو الجنون؟
3. الذهان وأنواعه
4. الشيزوفرينيا
5. (الفصام)
6. البارانويا
7. الذهاب الدوري
8. الانتحار
9. الصرع
10. علاجات اضرابات الشخصية:
11. التحليل النفسي
12. الطريقة الإنسانية
13. الطريقة الجشطلتية
14. العلاج الجماعي
15. العلاج السلوكي
16. العلاج العاطفي
17. العقلاني
18. العلاج البيولوجي

ـــــــــــــــــــــــــــــــــــــــــــــــــــــــــــــــــــــــــــــــــــــــــــــــــــــــــــــــــــــــــــــــــــــــــــــــــــــــــــــــــــــــــــــــــــــــــــــــــــــــــــــــــــــــــــــــــــــــــــــــــــــــــــــــــــــــــــــــــــــــــــــــــــــــــــــــــــــــــــــــــــــــــــــــــــــــــــــــــــــــــــــــــــــــــــــــــــــــــــــــــــــــــــــــــــ
- الفصل الخامس عشر: خاتمة

1. كيف يحقق الانسان بعضا من السعادة:
2. التوجيه المهني
3. اختبار المهنة
4. تحقيق الذات:
5. السيطرة على الذات
6. السعادة: حلم أم وهم؟.[1]